# Scleria novae-hollandiae
Scleria novae-hollandiae är en halvgräsart som beskrevs av Johann Otto Boeckeler. Scleria novae-hollandiae ingår i släktet Scleria och familjen halvgräs. Inga underarter finns listade i Catalogue of Life.